# Casselberry
Casselberry – miasto w Stanach Zjednoczonych, w stanie Floryda, w hrabstwie Seminole.